# Volvo L340
De Volvo L340 is een lichte vrachtwagen, geproduceerd door vrachtwagenfabrikant Volvo tussen 1950 en 1956.
De L340 is een gemoderniseerde versie van de laatste versies (L201/202) van de Volvo Spitsneus. De mechaniek bleef hetzelfde, maar de wagen kreeg dezelfde neus als de taxi PV831 en de personenwagen PV444. De L340 maakt gebruik van de Volvo ED-motor, een zescilinder zijklepmotor met een cilinderinhoud van 3670 cc.